# Sheldon (parish i West Midlands)
Sheldon var en civil parish fram till 1932 då den blev en del av Coleshill och Solihull Urban, i grevskapet Warwickshire (nu West Midlands), i England. Denna civil parish var belägen 10 km från Birmingham och hade 165 invånare år 1931.